# Mấm đen
Mắm đen hay mắm lưỡi đòng (danh pháp hai phần: Avicennia officinalis) là một loài thuộc thực vật ngập mặn. Cây con mọc thành bụi, thấp, khi trưởng thành nó thân gỗ cao đến 15 m đôi khi đến 30 m. Các lá xanh bóng dài 10 cm, rộng 5 cm. Có hoa lớn nhất trong chi Mắm, với đường kính từ 6 đến 10 mm khi nở. Hoa có mày vàng cam đến vàng chanh. Vỏ cây trơn màu lục bẩn đền xám tối, có các vết nứt.
Mắm đen phân bố ở bờ sông và hiếm gặp ở gần biển, thích nghi trong môi trường đất sét trên cạn.